# Morphée et Iris
Morphée et Iris est une toile de Pierre-Narcisse Guérin (1774-1833) conservée au musée de l'Ermitage de Saint-Pétersbourg. Elle représente Morphée, dieu des rêves, alangui les bras relevés et surpris dans son sommeil par Iris la messagère, accompagnée d'Éros installé sur un nuage.
Cette œuvre, qui s'inspire de la mythologie grecque, est de pur style néoclassique. Elle rappelle par sa composition à trois personnages L'Aurore enlevant Céphale (1810) conservée au musée du Louvre.
Cette toile fut commandée par le prince Nicolas Youssoupoff (1750-1831) pour son palais d'Arkhangelskoïe comme pendant à Céphale et Aurore (conservée aujourd'hui au musée Pouchkine de Moscou), variante de celle du comte de Sommariva, exposée aujourd'hui au Louvre. Ce tableau est entré au musée de l'Ermitage après la confiscation de la collection Youssoupoff au printemps 1918.

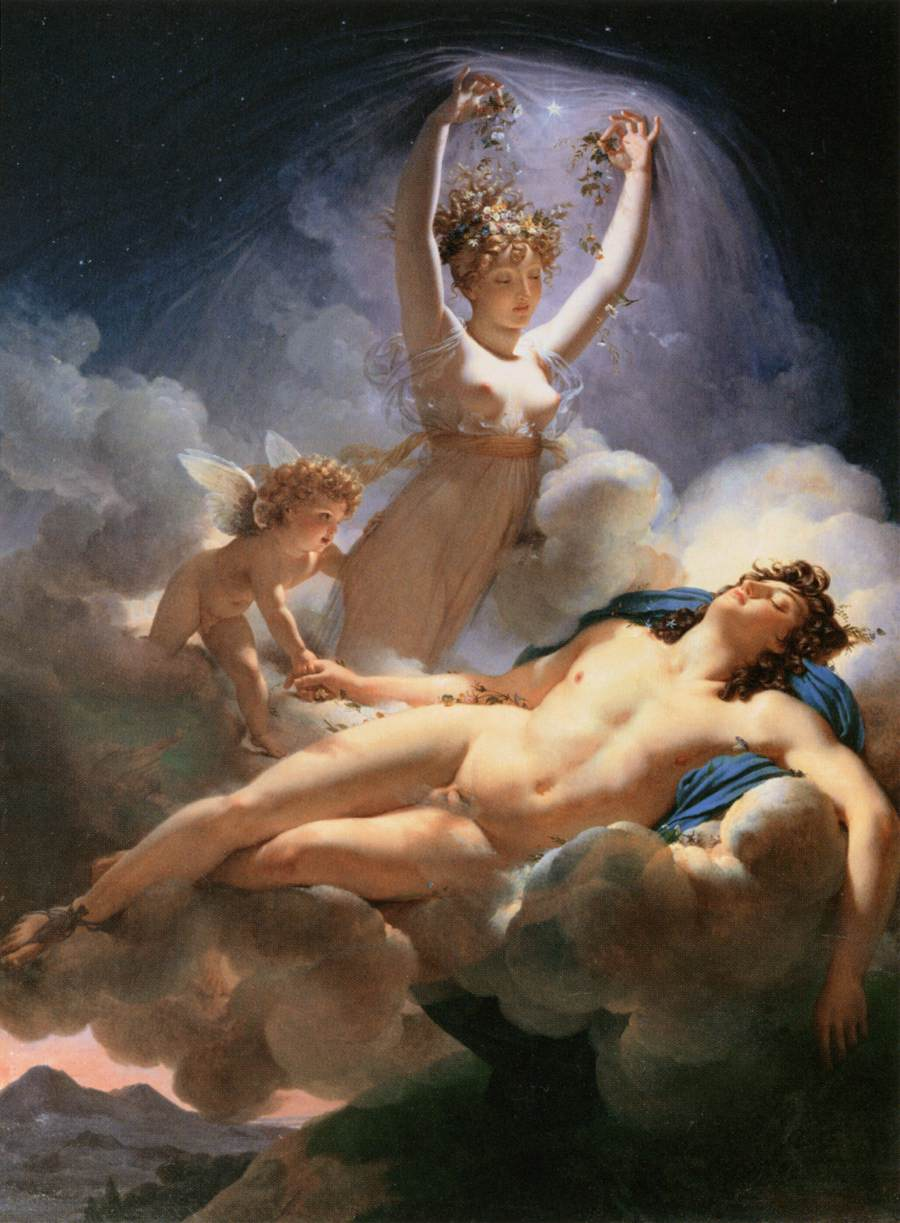
Céphale et Aurore (1810)